# Mister Frost
Mister Frost és una pel·lícula de thriller sobrenatural del 1990 protagonitzada per Jeff Goldblum i dirigida pel cineasta francès Philippe Setbon, que també va coescriure el guió amb Derry Hall, Brad Lynch i Louise Vincent. També hi participaren Kathy Baker i Alan Bates.

## Sinopsi
Un detectiu de policia anomenat Felix Detweiler visita la fastuosa finca anglesa del senyor Frost, el nom del qual mai no es dona, per investigar un informe sobre un cadàver. Frost, amb molt poca incitació, admet alegrement que té molts cossos enterrats al seu pati.
Frost és arrestat i finalment ingressat en un asil situat a França. Durant aquest temps, la policia no ha pogut establir la seva identitat. El detectiu deixa la seva feina i s'obsessiona amb Frost i els 24 cadàvers excavats al seu jardí.
Després de no parlar durant dos anys després de la seva detenció, el llarg silenci de Frost es trenca quan es troba amb Sarah Day, una metgessa del manicomi. Frost es nega a parlar amb ningú més que amb ella, després li diu a Day que ell és, de fet, Satanàs. Revela que planeja incitar-la a assassinar-lo.
Detweiler creu que és cert que Frost és «el mateix diable» i demana a la metgessa que faci cas de les seves advertències. Day, naturalment, no ho accepta, però comencen a passar coses estranyes al seu voltant i Frost demostra en múltiples ocasions gestes que serien difícils de descartar com a simple joc de mà.
El punt d'inflexió de Day arriba quan el seu germà, després d'haver estat confinat a una cadira de rodes durant la major part de la seva vida, recupera de sobte l'ús de les seves cames. Els seus pacients i col·legues també comencen a mostrar canvis no naturals en ells mateixos. A poc a poc, Day està convençuda que en Frost està dient la veritat i, per estalviar-ne mal als altres, accepta matar-lo.
Moments abans que el mati a trets, en Frost li diu a Day que ara sap que és més poderós que res o ningú al món, i li agraeix a Day per creure en ell. Mentre Frost ho explica, Day li dispara. Per un moment, mira el cos en blanc abans de dir, amb la veu de Frost: «Més fort que el temps que passa». Quan Day és conduïda per la policia, Detweiler arriba. Day es nega a parlar, despertant la sospita de Detweiler, i la pel·lícula acaba.

## Repartiment
- Jeff Goldblum com Mister Frost
- Kathy Baker com Dr. Sarah Day
- Alan Bates com Felix Detweiler
- Jean-Pierre Cassel com Inspector Carelli
- Roland Giraud com Dr. Reynhardt
- François Négret com Christopher

## Recepció
Tot i que no va ser un èxit de taquilla, Mister Frost va rebre bones crítiques. Va participar en la secció oficial del XXIII Festival Internacional de Cinema Fantàstic de Sitges, on Jeff Goldblum va guanyar el Premi al millor actor.